# Діагностикуми
Діагностикуми - стандартні антигени, в ролі яких можуть бути суспензії інактивованих, рідше живих, бактерій, вірусів або їх антигенів у ізотонічному розчині. Діагностикуми застосовують при серологічній діагностиці інфекційних захворювань.
N.B! Варто розрізняти діагностикуми та ІДС. Діагностикуми містять антигени і використовуються в реакціях для виявлення антитіл в сироватці хворого на певний антиген. ІДС (імунна діагностична сироватка) містить відомі нам антитіла і використовується в реакціях для визначення невідомого нам антигена. 

## Види
За наявністю конкретних детермінант (речовини, що здатна викликати імунну відповідь і взаємодію з антитілами) їх поділяють на: 
- О-діагностикуми, що містять бактерії, вбиті нагріванням, при якому зберігаються термостабільні О-антигени (ліпополісахариди);
- H-діагностикуми, які містять непошкоджені термолабільні H-антигени (джгутики) вбитих формаліном бактерій.

- Vi-діагностикуми, які складаються з термостабільного полісахаридного антигену, виділеного із капсул вірулентних штамів сальмонел черевного тифу.[2]

## Застосування
Як зазначалося вище, діагностикуми використовуються в реакціях для виявлення антитіл в сироватці хворого на певний антиген. 
Широкого застосування діагностикуми отримали в серологічній ідентифікації, а саме в реакціях аглютинації. Їх сутність полягає в тому, що коли антиген підходить анититілу вони утворюють комплекс антиген-антитіло (аглютинат). Якщо у хворого (у якого ми підозрюємо захворювання) взяти сироватку і додати діагностикум, який містить антиген (захворювання якого ми підозрюємо), то при утворенні комплексу антиген-антитіло, можна стверджувати, що пацієнт має антитіла і він хворий на дане захворювання. 
Основні реакцій з використанням діагностикуму:
- реакція Віддаля - при черевному тифі;
- реакція Вейгля - при висипному тифі;
- реакція Райта - при бруцельозі.[3]